# 氯化亚汞
氯化亚汞（化学式：Hg2Cl2），俗称甘汞，室温下为无味白色至黄色的四方晶系晶体，是汞(I)的氯化物。少量的甘汞无毒，常用于制取饱和甘汞电极，是电化学中常用的参比电极， 也可在医药上用于泻剂、防腐剂、利尿剂等。25°C时，它在水中的标准电极电势Eo为0.2682V：
Hg2Cl2(c) + 2 e− ⇌ 2 Hg(l) + 2 Cl− ； Eo = 0.2682V

## 制备
在氯化汞的溶液中通入二氧化硫，或将汞与氯化汞在一起混合研磨都可以得到氯化亚汞：
2 HgCl2 + SO2 + 2 H2O → Hg2Cl2↓ + 2 HCl + H2SO4
HgCl2 + Hg → Hg2Cl2
硝酸亚汞与氯化钠或盐酸在水中发生复分解反应，也会生成氯化亚汞沉淀：
2HCl + Hg2(NO3)2 →  Hg2Cl2↓ + 2HNO3
酸性溶液中，氯化亚锡会将二价汞离子（Hg2+）还原为Hg2Cl2。如果氯化亚锡过量，生成的氯化亚汞会被进一步还原为黑色的金属汞，使沉淀变黑。这个反应可用于鉴定Hg2+或Sn2+的存在：
2 HgCl2 + SnCl2 + 2HCl → Hg2Cl2↓ + H2SnCl6
Hg2Cl2 + SnCl2 + 2 HCl → 2 Hg↓ + H2SnCl6

## 反应
用氨水或碱溶液处理氯化亚汞，汞发生歧化为二价汞与单质汞：
Hg2Cl2 + 2 NH3 → Hg + Hg(NH2)Cl + NH4Cl
Hg2Cl2 + 2 OH− → Hg + HgO + 2 Cl− + H2O
与氨的反应可用于在分析化学中鉴定亚汞离子，氯化氨基汞（HgNH2Cl）是白色沉淀，常混有细小金属汞颗粒而显黑色。 氯化亚汞也可被硫酸和硝酸氧化为二价的硫酸汞和硝酸汞，相应的还原产物为二氧化硫及氮氧化物。
饱和甘汞电极是电化学中常用的参比电极，比标准氢电极更易操作，但由于汞对环境的毒害，它已在很大程度上被毒性更小的银/氯化银（Ag/AgCl）电极所取代。

### 分解
氯化亚汞很不稳定，见光便歧化分解为氯化汞和汞，因此需要保存在棕色瓶中：
Hg2Cl2 → HgCl2 + Hg
用光化剂测定生成的汞，该反应可用于计算光束中的光子数量。氯化汞与草酸铵在光照下反应生成氯化亚汞。该法首先由J.M. Eder在1880年发现，也称“Eder反应”。
2HgCl2 + (NH4)2C2O4 + 光 → Hg2Cl2(s) + 2NH4Cl + 2CO2

## 性质
锌族元素中，受惰性电子对效应的影响，只有汞形成正一价Hg22+的倾向较强。氯化亚汞分子为直线形，Cl-Hg-Hg-Cl，晶格见下图。Hg-Hg键长为253pm（单质中Hg-Hg距离为300pm），Hg-Cl键长为243pm。 汞为八面体配位，与两个紧邻的氯与四个相隔较远的氯配位，后者距离为321pm。
| Ball-and-stick model of calomel's unit cell | Ball-and-stick model of the distorted octahedral coordination of mercury in calomel |
| 氯化亚汞晶胞                                | Hg为变形八面体型配位                                                                |

氯化亚汞有毒，但由于它难溶于水，因此其毒性较氯化汞而言要小得多。它以前曾用作利尿剂、泻剂、肥皂及美白去斑霜的组分，但这些应用现在已经基本停止。2,3-二巯基丙磺酸钠可作为汞的解毒剂。

## 卤化亚汞
其他汞(I)的卤化物中，氟化亚汞是黄色的四方晶体，不稳定，与水反应立即水解为汞、氧化汞和氢氟酸；溴化亚汞是白色至淡黄色的四方晶体，难溶于水，可通过溶液中的复分解反应制备。它较氯化亚汞更不稳定，在紫外光下发出橙色荧光；碘化亚汞是黄色至绿色四方晶系晶体，难溶于水，可通过单质化合或溶液中的复分解制备。